# Скиппер, Пернилле
Пернилле Скиппер (дат. Pernille Skipper; род. 10 июля 1984 года в Ольборге) — датская политическая деятельница левого толка. В прошлом — депутат фолькетинга (2011—2022), спикер и политический докладчик Красно-зелёной коалиции (2016—2021). Была заместительницей председателя парламентской фракции, а также пресс-секретарём партии по вопросам социальной политики, юстиции, конституции и научных исследований.

## Биография
Получила степень кандидата наук в Копенгагенском университете в 2011 году. Ещё учась в гимназии Ольборге, стала участвовать в политической работе студентов в качестве председателя гимназического ученического совета (2001—2003) и общенационального союза подобных советов (2001—2004).
Затем Скиппер была заместительницей председателя Студенческого совета Копенгагенского университета в 2006—2007 годах, а также председателя Совета по стратегии образования Копенгагенского университета в 2006—2008 годах. Она также работала в Центре судебных и полицейских исследований с 2005 по 2006 год и в суде Хиллерёда.
Изначально состоявшая в молодёжной организации либеральной партии Венстре, в 2001 году Скиппер вступила в Социалистический молодёжный фронт и левую партию Единый список — Красно-зелёная коалиция, внутри которой принадлежала к троцкистской Социалистической рабочей партии, секции Воссоединенного Четвёртого интернационала. С 2009 года вошла в состав главного совета и исполнительного комитета коалиции.
На парламентских выборах в 2011 году Скиппер впервые избрана в фолькетинг от Красно-зелёной коалиции с 5777 голосами, из которых 3243 были отданы лично за неё. На внутреннем голосовании 2013 года в Красно-зелёной коалиции Пернилле Скиппер обогнала свою ровесницу Йоханну Шмидт-Нильсен и стала ведущим кандидатом на следующих парламентских выборах 2015 года. Переизбрана депутатом в 2015 и 2019 годах.
4 мая 2016 года избрана спикером Красно-зелёной коалиции. По принципу ротации, принятому в партии, члены партии не могут баллотироваться на парламентских выборах, если они работали в партии более семи лет подряд. Пернилле после трёх сроков полномочий не могла баллотироваться на парламентских выборах 2022 года. В феврале 2021 года она ушла в отставку с поста спикера партии, её сменила Май Вилладсен. Пернилле продолжила работу в качестве рядового депутата фолькетинга до окончания срока его полномочий 1 ноября 2022 года.

## Личная жизнь
С 2013 года встречалась с журналистом Оливера Руте Сковом (Oliver Routhe Skov), с которым поженилась в 2015 году. Их совместная дочь Билли (Billie) родилась 25 октября 2017 года. В августе 2021 года у пары родился второй ребёнок.